# Ernst Seelig
Ernst Josef August Seelig (* 25. März 1895 in Graz, Steiermark; † 1. November 1955 in Wien) war ein österreichischer Jurist und Kriminologe.

## Leben
Ernst Seelig war der Sohn des Musikprofessors und Inhabers eines Musikverlages August Seelig (1847–1908) und der Arzttochter Martha von Kottowitz Edle zu Kortschak (1854–1920). Nach dem Besuch der Volksschule und des humanistischen Gymnasiums Graz (Matura 1913), begann er 1913/14 das Studium der Rechts- und Staatswissenschaften an der Universität Graz. Er promovierte 1918 zum Doktor der Rechte.
Berufliche Erfahrung sammelte er bis 1922 als Rechtsanwalts- und Gerichtspraktikant. Danach war er Richteranwärter bis 1924. Daneben betätigte er sich in wissenschaftlichen Arbeiten beim Kriminologischen Institut der Universität Graz. 1923 habilitierte er sich an der Uni Graz für Strafrecht, Strafprozessrecht und Kriminologie mit der Arbeit Das Glücksspielstrafrecht. Nach weiteren universitären Tätigkeiten wurde er im August 1941 ordentlicher Universitätsprofessor für Strafrecht und Strafprozesse und zugleich Direktor des Kriminologischen Instituts.
Ernst Seelig war von 1934 bis 1938 Mitglied der Vaterländischen Front (VF). In dieser Zeit war Kurt Schuschnigg Bundeskanzler; die VF war ab Mitte 1936 die einzige zugelassene Partei in Österreich.
Am 5. Mai 1938 beantragte er die Aufnahme in die NSDAP und wurde am 1. Januar 1941 aufgenommen (Mitgliedsnummer 8.438.729).
Im Februar 1939 wurde er Mitglied im NS-Dozentenbund und Dozent an der Reichsuniversität Graz. Hier übernahm er 1940 das Amt des Pressereferenten. Außerdem war er seit Februar 1939 mit sämtlichen in Durchführung der Nürnberger Gesetze vorgenommenen Mischlingsuntersuchungen betraut.
Am 4. Februar 1946 wurde Seelig durch Verfügung der britischen Besatzungsmacht vom Dienst suspendiert.
Das Landesberatungskomitee bei der Landeshauptmannschaft für Steiermark setzte ihn im November  1946 vorläufig wieder ein; die britische Zivilverwaltung enthob ihn am 22. Jänner 1947 wegen einer Entscheidung der Alliierten Kommission für Österreich (ACA) endgültig vom Dienst; per Erlass des Unterrichtsministeriums vom 26. August 1947 wurde er zum 31. August 1947 nach dem Beamtenüberleitungsgesetz unter Kürzung seiner Altersbezüge bis zur Erreichung des 60. Lebensjahres als ordentlicher Assistent in den Ruhestand.
1951 erhielt er erneut die Venia Legendi für Strafrecht, Strafprozessrecht und Kriminologie an der Universität Graz. Ab März 1952 war er Gastprofessor für Strafrecht und Kriminologie an der Universität des Saarlandes, wobei er weiterhin seine Funktion in Graz innehatte, bis er im April 1954 endgültig nach Saarbrücken wechselte.
1954 heiratete Seelig Roswitha Grüner (* 1920) und verlegte seinen Wohnsitz nach Saarbrücken. Pfingsten 1955 kehrte er aus Krankheitsgründen nach Graz zurück. Nachdem bei ihm Lungenkrebs diagnostiziert wurde, kam er zur Behandlung in eine Privatklinik in Wien, wo er am 1. November 1955 an dieser Krankheit starb.
Er wurde in Graz bestattet.